# Burgruine Thaur

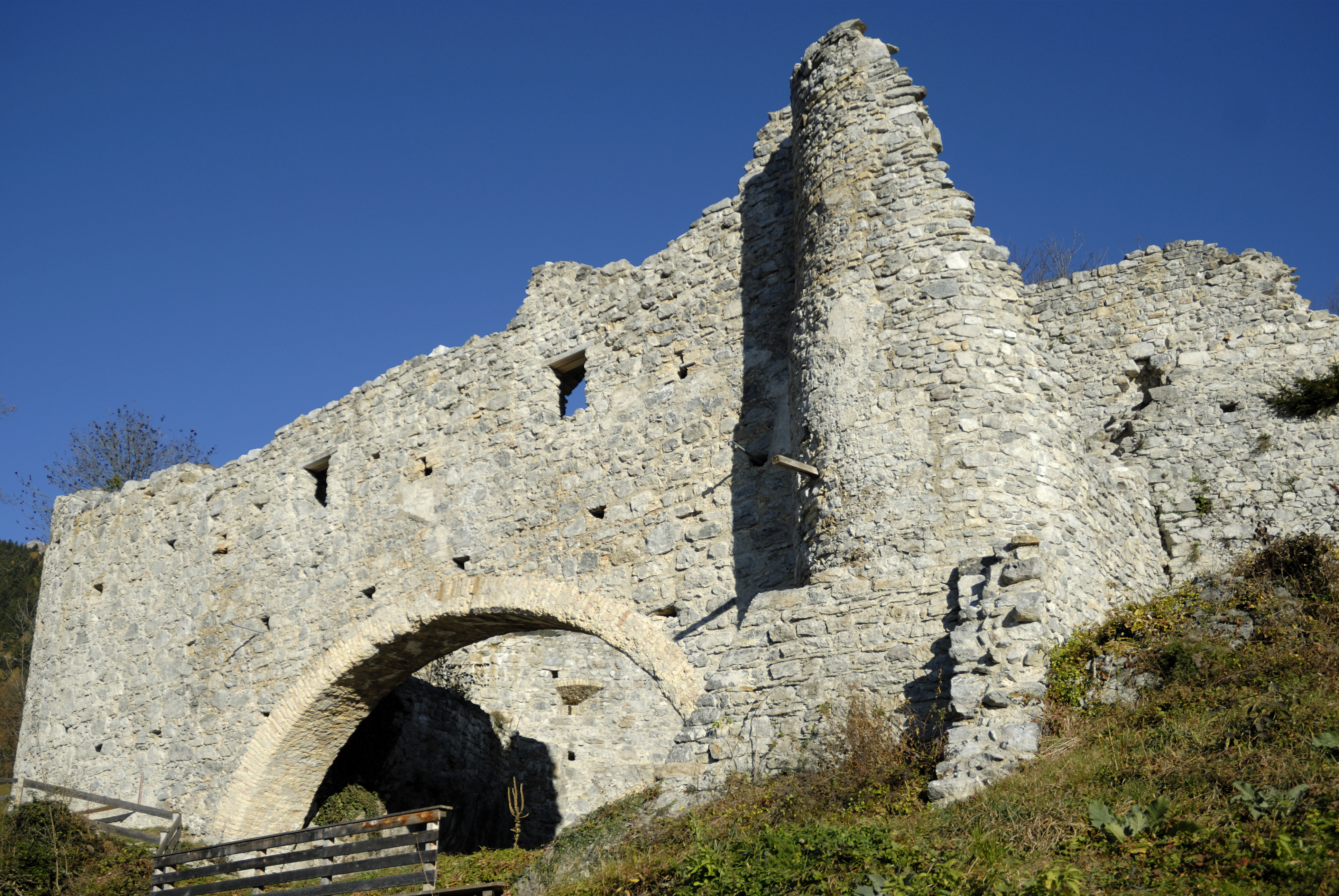
Burgruine Thaur heute

 Die Burgruine Thaur (es finden sich zahlreiche Alternativnamen, ab dem 14. Jahrhundert vor allem Tawr, Taur und Tauer) befindet sich in der Gemeinde Thaur nahe von Hall in Tirol im Bezirk Innsbruck-Land von Tirol (Schloßgasse 17).

## Lage
Die Ruine der Höhenburg liegt rund 250 m über dem Talboden des Inntals und knapp 200 m über dem Dorfkern von Thaur auf einer schütter mit Eichen und Linden bewachsenen 812 m ü. A. hohen Erhebung am Abhang der Nordkette. Rund 150 m östlich liegt das Romedikirchl, eine Wallfahrtskirche, die möglicherweise als Burgkapelle gedient hat und Ausgangspunkt des Romedius-Pilgerwegs ist.

## Geschichte
Die Burg scheint am Ende des 12. Jahrhunderts errichtet worden zu sein, aber erst 1232 werden die Burg und die Saline Thaur als Eigentum von Graf Albert III. von Tirol urkundlich genannt, obwohl das Unterinntal zu dieser Zeit als brixener Lehen in der Hand der Grafen von Andechs war. Die als Herren von Thaur firmierenden Ministerialen entstammten wahrscheinlich nicht einer, sondern mehreren Familien. Nach dem Tod des letzten Andechser Otto II. fielen die Besitzungen im Unterinn- und im Pustertal an Albert III. Da dieser ohne männliche Erben blieb, gingen seine Besitzungen über seine Töchter an seine beiden Schwiegersöhne Graf Meinhard I. von Görz (verheiratet mit Adelheid) und Graf Gebhard VI. von Hirschberg (verheiratet mit Elisabeth). Gebhard VI. und seine Frau Elisabeth erhielten mit der Erbteilung (Meraner Vertrag vom Nov. 1254) das Inntal abwärts von der Prienner Brücke (bei Landeck) inklusive Innsbruck und Brenner. Nach Unstimmigkeiten mit den Grafen Albert und Meinhard II. von Tirol entschied Herzog Ludwig II. (von Bayern) als Schiedsrichter im Januar 1263, dass Graf Gebhard VI. (mit seiner 2. Frau Sophia von Oettingen und Kindern) lediglich die Burgen Thaur mit Zubehör und Saline, Vellenberg, Fragenstein und Rottenburg verbleiben sollen.  Obwohl der Vertrag vom Jan. 1263 ausdrücklich auch für die Kinder von Graf Gebhard VI. galt, belegt eine Urkunde vom Juli 1277, dass Graf Meinhard II. von Tirol noch vor, oder nach dem Tod von Graf Gebhard VI. (1276), auf unklare Weise in den Besitz von Thaur gekommen ist. Meinhard II. intervenierte 1282 bei König Rudolf gegen die restlichen Tiroler Besitzungen des Sohnes von Gebhard VI.; Rudolf entschied gegen Gebhard VII. von Hirschberg diese für 4000 Mark komplett an Meinhard II. von Tirol abzutreten – mit Zahlung der letzten Rate durch Meinhard II. im Mai 1284 endete die Zeit der Hirschberger in Tirol.
Ein Heinrich von Thaur war mit einer illegitimen Tochter Meinhards II. namens Adelheit verheiratet. Aus der Ehe stammen zwei Söhne (Konrad und Heinrich) und zwei Töchter (Sophie und Mechtild). 1325 erhält Katharina Tauerin, Tochter des Konrads von Thaur, einen Lehensbrief von König Johann von Böhmen auf das Burggsäß zu Thaur und alle ihre väterlichen Lehen. Als Burggrafen des Landesherrn scheinen auf Thaur im 14. Jahrhundert die Aufenstein, die Kamerer von Thaur, ein Ulricus Helbinger und ein Aurdorferius auf. Allerdings werden Burg und Gericht in dieser Zeit bereits verpfändet, so an Engelmar von Villanders (1340), Heinrich Schnellmann (1350), Friedrich Flednitzer und sein Weib Gertraud Schnellmannin (1399). Auf dem Erbweg ging der Pfandbesitz dann an Hans vom Ems. Da sich dieser einem gegen Friedrich IV. gerichteten Adelsbund anschloss, musste er sein Pfand zurückgeben und 1425 wurde Marx von Getzens als neuer Pfleger auf Thaur eingesetzt. Der davon ausgehende Rechtsstreit wurde erst von Herzog Sigismund endgültig beigelegt, der die Einkünfte aus der Pfandschaft Ems an die Brüder Hans und Jakob von Ems gegen die von Thaur und Hall eintauschte. Im 15. Jahrhundert werden hier 13 verschiedene Pfleger genannt, von denen der letzte (1505) Herzog Erich von Braunschweig war. Dieser war mit der zweiten Ehefrau und Witwe des Sigmund, Katharina von Sachsen, verheiratet. Obwohl Herzog Erich Kaiser Maximilian I. bei der Schlacht von Wenzenbach, nahe Regensburgs, das Leben gerettet hatte, musste auch er seinem Vorgänger Bartelme Käsler die Pflege ablösen. 1511 wird Thaur an die Stadt Hall verpfändet. 1515 wird neue Schlossherrin Margareta von Edelsheim (1497–1537), illegitime Tochter des Kaisers Maximilian I. Diese war mit Johann von Hilla (bzw. von Hillen), kaiserlicher Rat und Forstmeister von Tirol, verheiratet und erhielt nach dessen Ableben statt seiner früheren Besitzungen nun Thaur. Sie und ihr zweiter Ehemann Graf Ludwig Helferich von Helfenstein mussten sich mehrmals von Hall Geld ausleihen. Deswegen wurden von ihnen 1525 die Einkünfte an Gericht, Pflege und Amt Thaur der Stadt Hall überschrieben. Ludwig von Helfenstein selbst zog danach gegen aufständische Bauern im Schwäbischen und wurde im gleichen Jahr bei der Weinsberger Bluttat von den Bauern hingerichtet. Margareta kehrte nicht mehr nach Tirol zurück, sondern ihre Kinder aus erster Ehe, Barbara und Franz von Hilla, übernahmen das Erbe, mussten aber Thaur 1536 dem Christoff Walthauser überschreiben, diesem folgte Beatus Widmann, Kanzler von Tirol, und nach dessen Tod (1556) löste Georg Fieder die Pfandsumme ab, tauschte Thaur aber gegen die Herrschaft Imst an den Landesherrn Erzherzog Ferdinand II. zurück. Dieser überschrieb Thaur seiner zweiten Ehefrau Anna Katharina von Mantua. Da diese ihren Lebensabend in einem Kloster zu Innsbruck beschloss, kam Thaur an dieses Kloster. 1649 wurde es wieder als Pfand dem Carl und Johann Franz Fieger zu Hirschberg verpfändet. 1696 wurde es von der Finanzkammer zurückgelöst und als Kammergut eingezogen. Der letzte Pfandinhaber war 1706 Franz Andre Wenzel Freiherr von Sternbach und diese Familie erhielt die Herrschaft als Lehen. 1877 wurde Thaur als freies Eigen der Familie Sternbach überschrieben. Durch Kauf ging es 1967 an den jetzigen Besitzer Bernhard von Liphart.

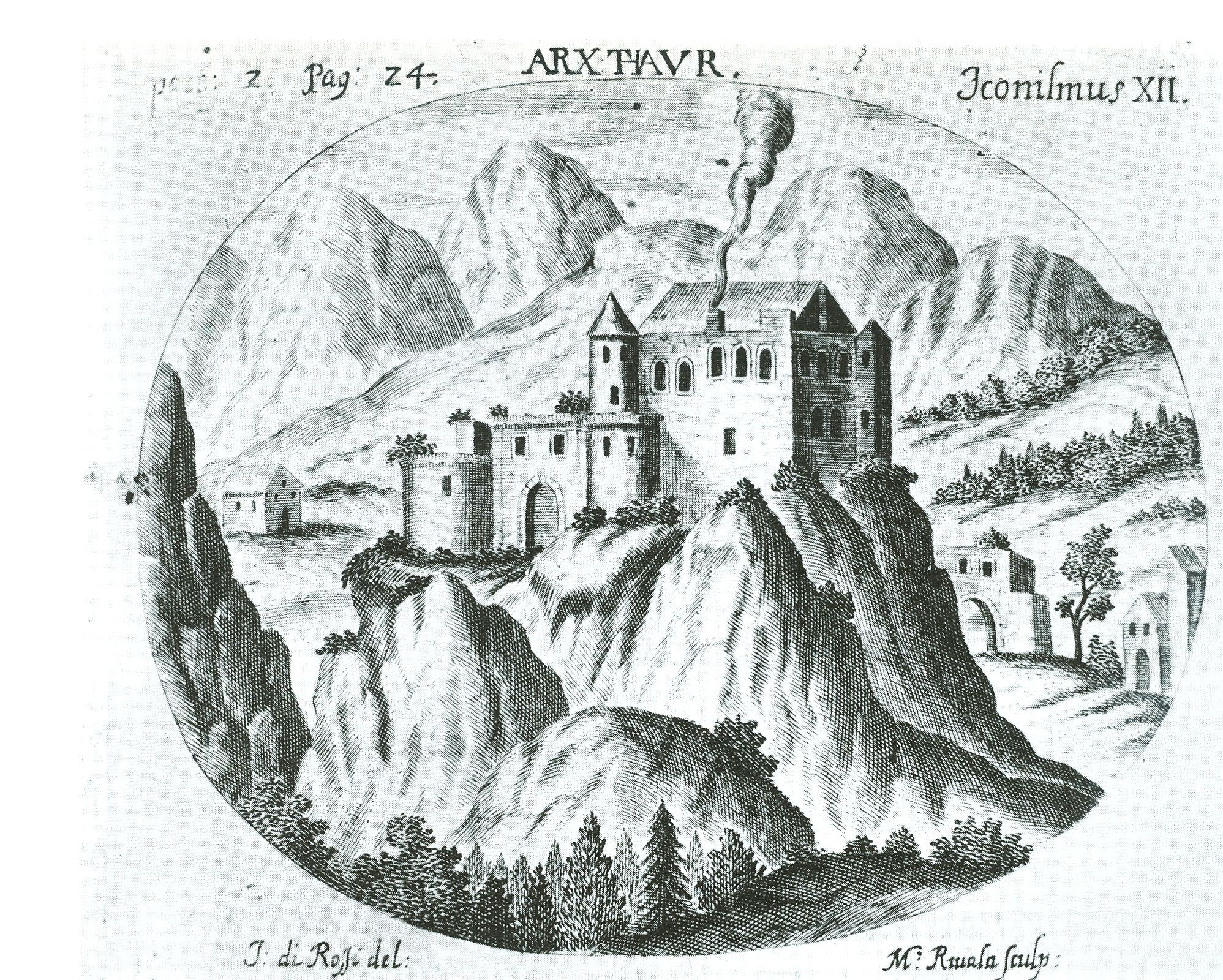
Arx (Burg) Thaur von 1699 nach einem Kupferstich von M. Rivoli nach J. di Rossi

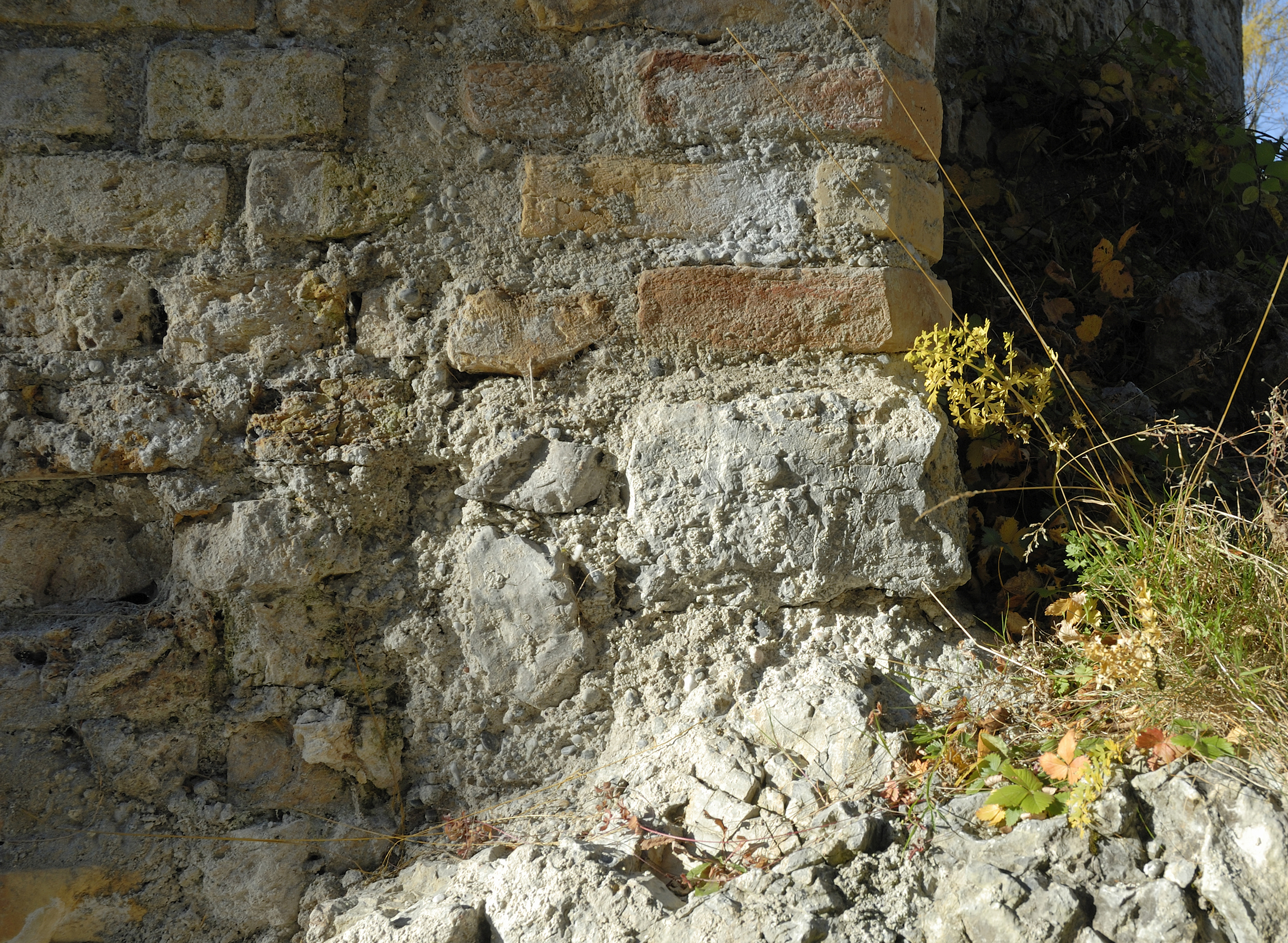
Schlossruine Thaur: Mauerwerk

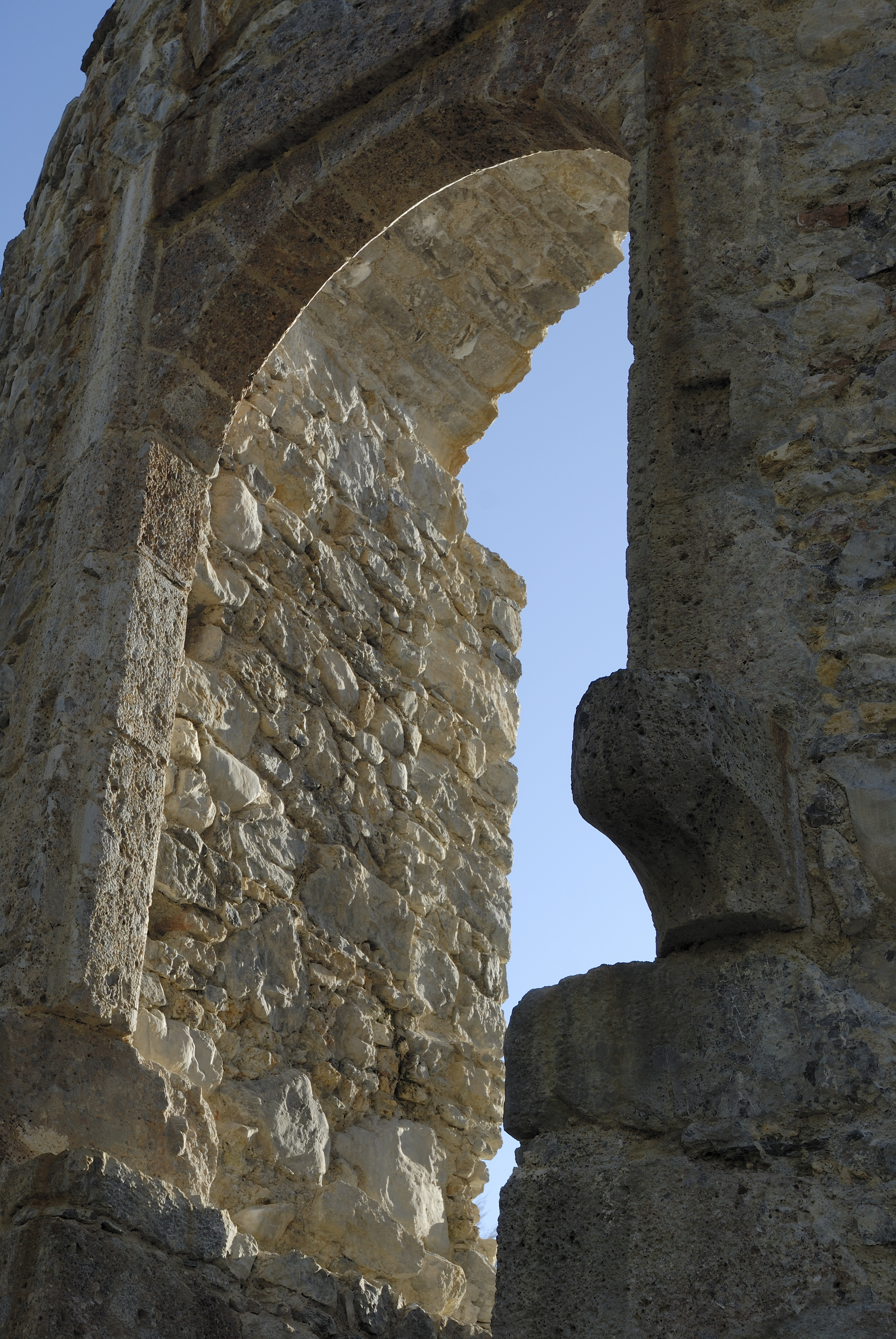
Schlossruine Thaur

Anna Katharina von Mantua war 1592 die letzte fürstliche Bewohnerin des Schlosses Thaur, sie war auch die letzte, die noch in den Bauunterhalt des Schlosses investierte. In den Jahrhunderten zuvor sind immer wieder fürstliche Besucher und Bewohner auf Thaur gewesen (so Meinhard II., Margarete Maultasch und ihr zweiter Ehemann Ludwig von Brandenburg, Herzog Sigmund und Kaiser Maximilian I.). 1525 hatte ein von rebellierenden Bauern verursachter Brand in der Burg große Schäden verursacht. 1537 brannte die Geschützkammer aus und musste bis 1542 neu eingerichtet werden. Nachdem bereits 1550 die Schlossbrücke und 1564 ein Turm eingestürzt waren, brach 1578 das Küchengewölbe zusammen. Auch die Ringmauer war bereits baufällig. Ende des 16. Jahrhunderts scheint die Anlage dann dem Verfall preisgegeben worden zu sein. Seit 1616 wohnten auch die Pfleger nicht mehr hier. Das Gefängnis von Thaur blieb aber bis 1684 in Verwendung. Durch eine Erdbebenserie von 1670 wurde die Burg dann weitgehend zur Ruine.

## Burgruine Thaur einst und jetzt
Die Reste der ehemals gewaltigen Burganlage liegen etwa 100 Höhenmeter oberhalb des Dorfes Thaur. Die Grundfläche der Burg beträgt ca. 3.000 m². Die Hauptburg aus der ersten Hälfte des 13. Jahrhunderts besitzt einen Grundriss, der ein gleichseitiges Dreieck mit der Spitze gegen den Hang bildet, die gegenüberliegende Seite ist mehrfach abgeknickt. Davon sind nur zwei größere Mauerstücke erhalten: Ein etwa 5 Meter langer und gut 10 Meter hoher Mauerzahn an der Nordseite, und die Nordostecke. Sie zeigen sorgfältig zugerichtete Kalksteinquader, die Ecke wurde mit Quadern aus demselben Material verstärkt, die Mauerstärke beträgt etwa 1,5 m. Innerhalb der Berings kann ein Gebäude mit den Ausmaßen von etwa 8 × 8 Metern vermutet werden. Die Ostecke des Berings wurde nachträglich mit Tuffsteinquadern versehen. Die Burg hatte zwei Türme: einen eigentlichen Bergfried und einen freistehenden Burggrafenturm. Der Bergfried wird wohl an der feldseitigen Spitze des Dreieckes zu suchen sein. Der Burggrafenturm stand etwa 10 Meter vor der Westseite des Dreieckes entfernt und ist in stark veränderter Form noch erhalten. Im ersten Stock des Burggrafenturms ist ein spitzbogiges Tor mit Ziegelgewänden erhalten, das einst über eine Brücke mit der Barbakane verbunden war.
1307 wurde der Wohntrakt der Burg (domus in castro) erneuert, d. h. zu Beginn des 14. Jahrhunderts bildeten nur der Palas, der Bergfried und der Burggrafenturm die Festung. Die Wasserversorgung erfolgte nicht – wie zumeist üblich – aus einer Zisterne, sondern über eine eigene, allerdings reparaturanfällige Wasserleitung. Erzherzog Sigmund und Kaiser Maximilian I. nutzten die Burg als Jagdschloss. Beide investierten im 15. Jahrhundert relativ hohe Summen in ihren Ausbau, wobei auch Wert auf Komfort gelegt wurde. Die Anzahl der Wohnräume wurde erhöht, ein großer Saal (1484–1489) errichtet und die Wirtschaftsgebäude erweitert. 1500 wurde die Schlosskapelle unter Kaiser Maximilian dem Hl. Maximilian geweiht.
Im Nordwesten war der Zugang durch eine Barbakane mit bis zu 2,3 m dicken Bruchsteinmauern geschützt. Diese ist im Auftrag von Erzherzog Sigismund Ende des 15. Jahrhunderts errichtet worden; sie stellt einen Vorwerkturm dar, der das gesamte Vorfeld kontrollieren konnte und durch den auch der Burgweg führte. Er hat die Form eines Halbovales mit fünf breiten Schießscharten und einer Toröffnung, die mit einer Zugbrücke verschließbar war. Der Torbau ist aus behauenem Nagelfluh errichtet. In der Barbarkane machte der Torweg eine 90 Grad abgewinkelte Kurve nach links (als Schutz gegen die neuen Feuerwaffen) und führte auf einer Brücke über den ca. 15 Meter breiten Graben in die Burg. Ein vorgelagerter Graben musste über eine Zugbrücke überwunden werden. Zwischen der Barbakane und der östlich davon gelegenen Hochburg verlief ein heute weitgehend aufgefüllter Halsgraben. Er wird von zwei weiten Rundbögen überbrückt, welche die beiden Bauten verbanden. Über den beiden Bögen sind noch die Balkenlöcher eines ehemaligen Wehrganges zu sehen. Der Burggrafenturm ist durch zwei Mauern mit der mittelalterlichen Hauptburg verbunden, von denen die nach Osten laufende spätmittelalterlich ist. Gegen Osten liegt eine ausgedehnte Vorburg, die einst von einer Ringmauer umschlossen war, von der nur mehr eine niedrige Futtermauer erhalten ist.
Im letzten Viertel des 20. Jahrhunderts veranlasste die Thaurer Schützenkompanie die Sicherung der noch vorhandenen Mauerreste, 2003 wurde diese Arbeiten vom Land Tirol, dem Bundesdenkmalamt und der Gemeinde Thaur unterstützt. Seit 2008 werden weitere Restaurierungsarbeiten ausgeführt, die von der Gemeinde Thaur und dem Verein CHRONOS finanziert werden.
Heute befindet sich auf dem Burggelände eine Freilichtbühne. Zudem wird durch „archäologische Kindergrabungen“ von dem „Verein zur Förderung der Stadtarchäologie und Stadtgeschichte in Hall in Tirol“ seit mehreren Jahren das Interesse an der ehemaligen Burg gefördert.